# 西拉巴提伽拉姆
《西拉巴提伽拉姆》（Silappatikaram，siləppəd̪iɡɑːrəm），又譯為腳鐲記（The Tale of an Anklet），泰米尔古典文学作品，长篇叙事史诗，传统上认为其作者是伊蘭戈（இளங்கோ அடிகள்，Ilango Adigal），耆那教僧侣。此作品的年代大约是公元5至6世纪。是泰米尔五大史诗之一。

## 故事简介

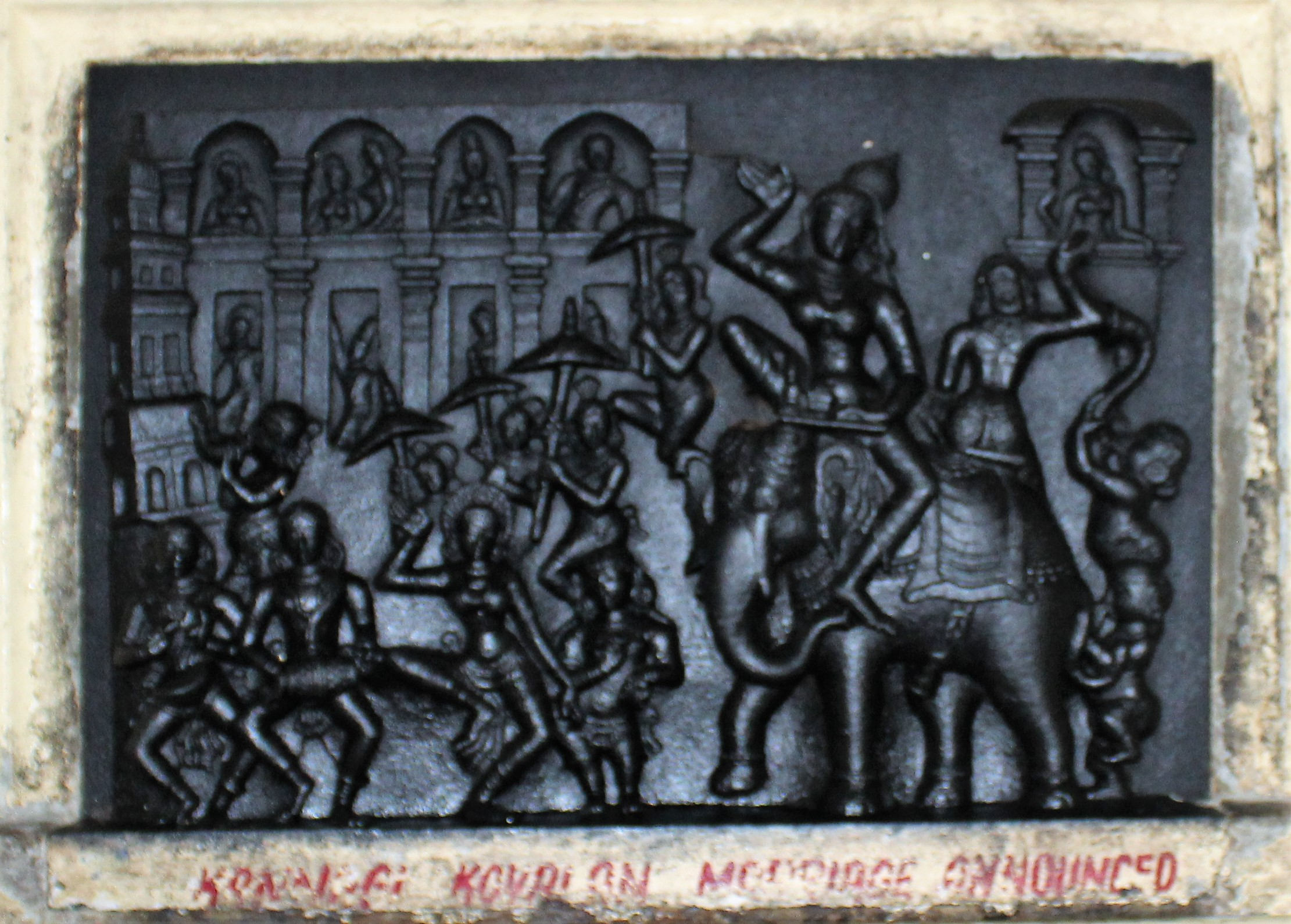
哥瓦兰与甘娜姬结婚的场景雕塑

果瓦兰（Kovalan கோவலன்）是泰米爾納德邦納加帕蒂南的一名富有商人的儿子，娶了卡纳基（Kannagi கண்ணகி），另一个商人的可爱的女儿。他们俩一起生活得很幸福，一直到果瓦兰认识了并爱上了摩陀毗（Madhavi），一个美丽的歌妓。